# Mandibulophoxus gilesi
Mandibulophoxus gilesi är en kräftdjursart som beskrevs av J. L. Barnard 1957. Mandibulophoxus gilesi ingår i släktet Mandibulophoxus och familjen Phoxocephalidae. Inga underarter finns listade i Catalogue of Life.